# Laudir de Oliveira
Laudir de Oliveira, né Laudir Soares de Oliveira à Rio de Janeiro le 6 janvier 1940 et mort dans la même ville le 17 septembre 2017, est un musicien percussionniste et producteur brésilien. Il est principalement connu pour avoir été le percussionniste du groupe Chicago de 1973 à 1980.

## Biographie
Il commence sa carrière de musicien au Brésil en accompagnant Marcos Valle et Sérgio Mendes.
Il s'installe ensuite aux États-Unis, où il devient musicien de session et membre du groupe Chicago pendant 8 ans.
Puis il revient au Brésil, où il est nommé directeur culturel de l’Université de Grande Rio, et continue ses activités de musicien et de producteur de disques.
Il meurt d'un arrêt cardiaque sur scène lors d’un hommage à Paulo Moura.
Laudir de Oliveira a accompagné en studio ou sur scène des artistes aussi variés que Joe Cocker, Nina Simone, Jackson Five, Chick Corea, Carlos Santana ou Hermeto Pascoal.